# Serra da Bodoquena
Serra da Bodoquena är ett högland i Brasilien.   Det ligger i delstaten Mato Grosso do Sul, i den södra delen av landet, 1 100 km sydväst om huvudstaden Brasília.
Omgivningarna runt Serra da Bodoquena är huvudsakligen savann. Runt Serra da Bodoquena är det mycket glesbefolkat, med 4 invånare per kvadratkilometer.